# Andon (zarządzanie)
Andon – metoda stosowana w Systemie Produkcyjnym Toyoty (ang. Toyota Production System) składowa metodologii opierającej się na szczupłej produkcji (ang. lean production). 
Andon opiera się na systemie kontroli wizualnej procesu produkcyjnego. Głównym narzędziem wykorzystywanym w metodzie andon jest tablica zawieszona nad linią produkcyjną, która za pomocą sygnałów świetlnych i dźwiękowych umożliwia kontrolę procesu oraz natychmiastowe zatrzymanie linii w momencie wystąpienia problemu. W momencie gdy operacja produkcyjna przebiega prawidłowo na tablicy wyświetlane jest zielone światło. W chwili gdy w procesie pojawiają się zakłócenia zauważone przez pracownika następuje zmiana światła na żółte. Awarie maszyn oraz wystąpienie defektów jakościowych powodują automatyczne zatrzymanie procesu oraz zmianę światła na tablicy na czerwone. W nowoczesnych zastosowaniach metody andon stosuje się systemy alarmujące o problemie za pomocą haseł ostrzegawczych, grafik, efektów audiowizualnych.